# Mondéjar
Mondéjar település Spanyolországban, Guadalajara tartományban. Mondéjar Almoguera, Albares, Mazuecos, Driebes, Brea de Tajo, Orusco de Tajuña, Ambite és Fuentenovilla községekkel határos. Lakosainak száma 2900 fő (2024).

## Népesség
A település népessége az utóbbi években az alábbiak szerint változott:
| Lakosok száma | 2206 | 2500 | 2661 | 2665 | 2705 | 2636 | 2599 | 2645 | 2745 | 2900 |
|               | 2001 | 2004 | 2006 | 2009 | 2011 | 2014 | 2016 | 2019 | 2021 | 2024 |